# شامی حسن
شامی حسن (انگلیسی: Shami Hassan؛ زادهٔ ۸ مارس ۱۹۸۴) یک بازیکن فوتبال اهل قطر است.